# Departementen van Mauritanië

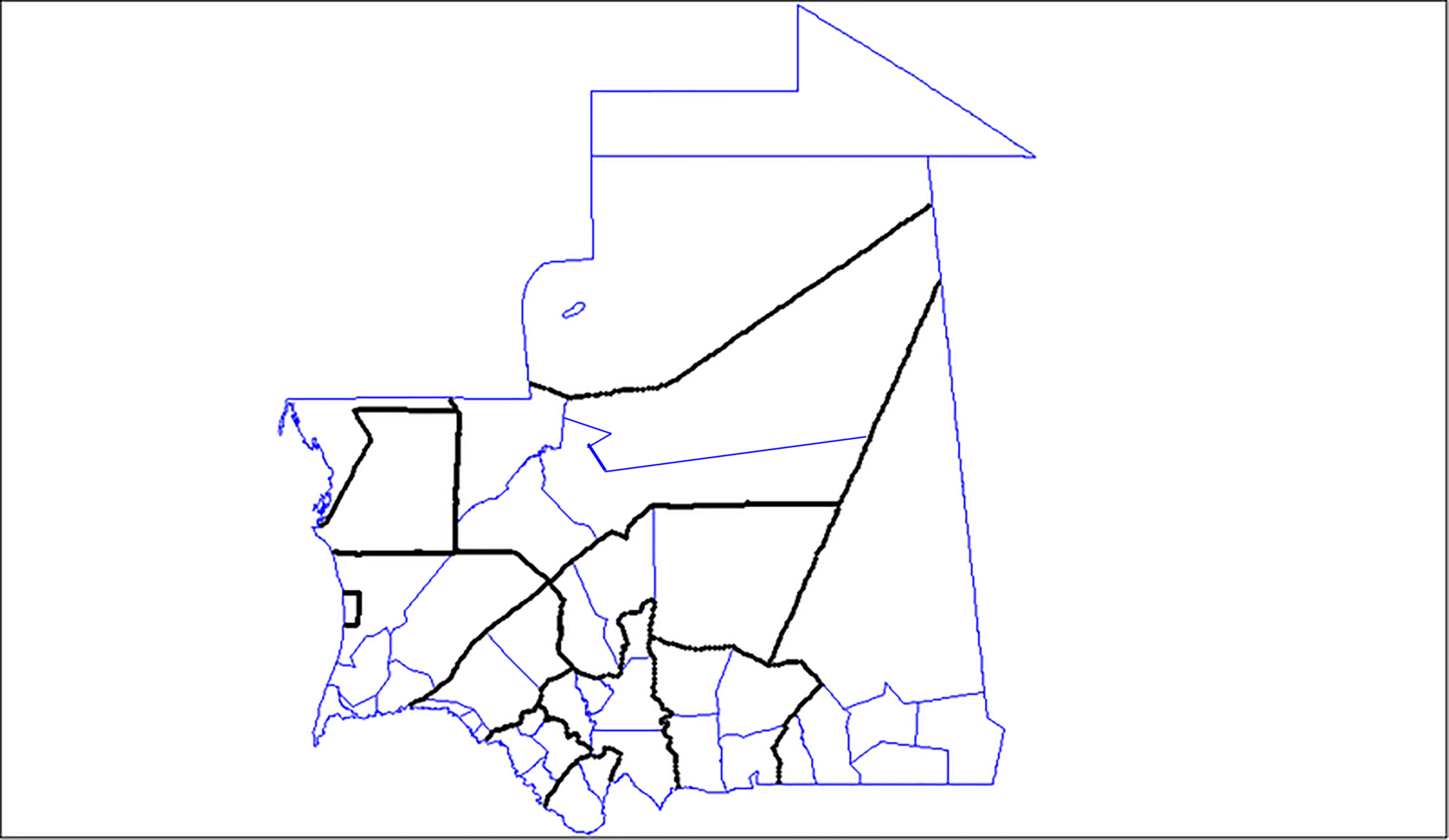
De regio's en departementen van Mauritanië

De twaalf Regio's en het hoofdstedelijke district van Mauritanië
zijn opgedeeld in 44 departementen (مقاطعة, muqatea, ook wel vertaald met provincie/département). De departementen zijn verdeeld in gemeenten (البلدية, albaladia/commune). De departementen staan hieronder alfabetisch gegroepeerd per regio.

## Adrar
- Aoujeft
- Atar
- Chinguetti
- Ouadane

## Assaba
- Barkéol
- Boumdeïd
- Guérou
- Kankossa
- Kiffa

## Brakna
- Aleg
- Bababé
- Boghé
- Magta-Lahjar
- M'Bagne

## Dakhlet Nouadhibou
- Nouadhibou

## Gorgol
- Kaédi
- Maghama
- M'Bout
- Monguel

## Guidimakha
- Ould Yengé
- Sélibaby

## Hodh Ech Chargui
- Amourj
- Bassikounou
- Djiguenni
- Néma
- Oualata
- Timbédra

## Hodh El Gharbi
- Aïoun
- Kobenni
- Tamchakett
- Tintane

## Inchiri
- Akjoujt

## Nouakchott (district)
- Arafat
- Dar Naïm
- El Mina
- Ksar
- Raid
- Sebkha
- Tevragh-Zeïn
- Teyarett
- Toujounine

## Tagant
- Moudjéria
- Tichitt
- Tidjikja

## Tiris Zemmour
- Bir Moghreïn
- F'dérik
- Zouérate

## Trarza
- Boutilimit
- Keur-Macène
- Méderdra
- Ouad-Naga
- R'Kiz
- Rosso